# Sally Oldfield
| Sally Oldfield                            | Sally Oldfield                            |
| Kattints az alábbi külső linkek egyikére! | Kattints az alábbi külső linkek egyikére! |
| ----------------------------------------- | ----------------------------------------- |
| Nem található szabad kép.(?)              |                                           |
| külső link · jogvédett                    | Portré                                    |

Sally Patricia Oldfield (Dublin, 1947. március 8.) angol énekesnő. Mike Oldfield és Terry Oldfield nővére.
Első együttese a testvérével, Mike Oldfield-del létrehozott folk duó, a The Sallyangie volt. 1968-ban adták ki a Children of the Sun nagylemezüket. Később azonban Mike Oldfield szólókarrierbe kezdett. Ezután (és azóta is) énekesnőként számos Mike Oldfield albumon működött közre, majd 1978-tól kezdve szólókarrierbe kezdett.

## Életrajz
Sally és Mike Oldfield 1967-ben megalakította Folk-Duo The Sallyangie folkduettet. Lemezük Children of the Sun címmel jelent meg. A zene, amelynek zömét sajátmaga írta, valahol a folk és a new age között van, helyenként kelta motívumokkal kiszínezve.
Szólókarrierje 1978-ban kezdődött a Water Bearer című albummal és a Mirrors mű kislemezzel. A következő két nagylemez, valamint a Celebration és a Mandala szintén sikeresek voltak.
Néhány későbbi albuma Németországban készült. Aztán már inkább az angol-amerikai régióra összpontosított.

## Diszkográfia
- Waterbearer (1978)
- Mirrors (1978)
- Easy (1979)
- Celebration (1980)
- Playing in the Flame (1981)
- In Concert (1982)
- Mandela (1982)
- Strange Day in Berlin (1983)
- Femme (1987)
- Instincts (1988)
- Night Riding (1990)
- Natasha (1990)
- The Flame (1992)
- Three Rings (1994)
- Secret Songs (1996)
- Flaming Star (2001)
- Cantadora (2009)
- Arrows of Desire (2012)
- The Enchanted Way (2018)
- Mystique (2019)
- Secret songs (2022; remastered)